# Михай, Тамаш
Тамаш Михай (известен как Миши, венг. Tamás Mihály; 24 сентября 1947, Будапешт — 21 ноября 2020, там же) — венгерский рок-музыкант, известный как бас-гитарист и автор песен группы Omega в 1967—2014 годах. Лауреат премии имени Кошута (2013) и Ференца Листа (2012).

## Биография
Из музыкальной еврейской семьи. Отец, композитор Андраш Михай (Маутнер), переживший заключение в концлагере Бухенвальд, был профессором и заведующим кафедрой камерного ансамбля в Будапештской академии музыки; мать — Агнеш Михай (урождённая Таттлер, ?—2015), музыкант. Учился в музыкальной школе имени Белы Бартока по классу виолончели; в школе познакомился с Габором Прессером, вместе с которым начал играть на бас-гитаре в группе Scampolo, затем в группе Futurama.
В 1967 году сменил Иштвана Варсани в качестве бас-гитариста группы Omega и в том же году привёл в группу Прессера — который сначала был основным композитором группы, а в следующем году стал её клавишником. Вдвоём они стали единственными в составе группы, получившими формальное музыкальное образование. Первой написанной Миши композицией группы стала «Spanyolgitár legenda» (Легенда испанской гитары), в которой он выступил и как вокалист. Он же был вокалистом на первом англоязычном альбоме группы — «Omega Red Star from Hungary» (1968) и исполнял некоторые песни на концертах Omega в дуэте с Яношом Кобором и в последующие годы. 
После того как Габор Прессер покинул группу, Тамаш Михай стал её основным композитором (вместе с Дьёрдем Молнаром), за исключением альбомов Omega 7—13 (где авторство всех композиций разделено между всеми участниками группы); на альбомах Omega 14—15 Михай вновь указан автором всех песен и создал несколько композиций для альбома Omega 16.  
В 1983 году вышел сольный альбом Миши «Szintetizátor-varázs» (Волшебство синтезатора), включивший его обработки мелодий Листа и Вагнера; ещё один сольный альбом «Last Minute» был выпущен в 2011 году. В 2006 году написал музыку к мюзиклу «56 капель крови» к годовщине Венгерского восстания 1956 года. Хотя он больше не выступал с группой с 2014 года, Янош Кобор объявил об уходе Михая лишь в 2017 году.
Награждён Малым крестом ордена Заслуг Венгерской Республики (1995), премией Artisjus (2007).
Умер от злокачественного новообразования лёгких 21 ноября 2020 года — через три дня после смерти клавишника Омеги Ласло Бенкё. Похоронен на кладбище Керепеши.